# Dörpms
Dörpms é uma banda de Oi! e punk rock  da cidade de Dortmund, na Alemanha. O nome deriva da antiga denominação da cidade Dortmund em baixo-alemão.
Os três skinheads fundaram a banda em 2009. Deram o seu primeiro concerto no dia 5 de dezembro de 2009, na sua cidade natal. Seguiram-se um número crescente de concertos, maioritariamente com bandas punk e Oi, tal como The Business, Volxsturm, Stomper 98 ou Evil Conduct. Em 2010 lançaram um CD-EP em edição de autor, com 4 músicas. Atuaram em 2011 no festival Sun of a bastard e fizeram parte das bandas da digressão Voice of a generation. Em seguida assinaram contrato com a editora alemã Sunny Bastards, sediada em Essen e tal como a banda fortemente ligada ao Vale do Ruhr. 
Lançaram o seu primeiro álbum completo em 2012 e receberam elogios dos meios de comunicação do meio skin e punk. O título Alles kann, nichts muss significa algo como Tudo voluntário, nada obrigatório, que também é o lema nos clubes alemães de sexo de swing.
Seguiram-se atuações constantes, tanto em salas pequenas como maiores, tal como no concerto com os Cock Sparrer em Colónia em 2013. Surgiram ainda os primeiros concertos no estrangeiro, como na Holanda em 2013. Em 2014 foram lançados quatro novas músicas em formato de 12"EP limitado e com uma parta da edição em vinil colorido, sobre o nome de Noten der Straße (port.: notas da rua). Para a música do mesmo nome produziram o primeiro videoclipe profissional. Enquanto as novas músicas ainda foram gravadas com o guitarrista original, o André, este depois das gravações saíu da banda e foi substituído pelo Zwiebel, que continua o guitarrista de sempre dos Paranoya, uma banda punk de Hamm. Nas filmagens do videoclipe já foi Zwiebel que entrou como guitarrista atual.
O estilo musical da banda é baseado no Oi! e no streetpunk, tocado de maneira simples e alegre. No n° 79 do importante fanzine alemão de punk, o Plastic Bomb, a banda é descrita como refrescantemente simples e sem todas essas brincadeiras da moda atual ("Erfrischend einfache Scheibe, ohne irgendwelche neumodischen Fisimatenten" ). Cantadas em alemão, as letras abordam os temas favoritos dos integrantes dos Dörpms: o futebol, a cerveja e as tatuagens, não esquecendo a denuncia de problemas da sociedade atual, tal como o lado negativo do crescente individualismo ou o aumento das atividades estatais de controle e observação do cidadão.

## Discografia
- 2011: Pils´N Export Oi! (CD-EP)
- 2012: Alles kann, nicht muss (CD)
- 2014: Noten der Straße (12"-EP)